# Lørenskogs kommun
Lørenskogs kommun (norska: Lørenskog kommune) är en kommun i landskapet Romerike i Akershus fylke i sydöstra Norge. Den ligger omedelbart öster om Oslo kommun och tätortsbebyggelsen i kommunen, inklusive centralorten Kjenn, ingår i tätorten Oslo.
I Lørenskog finns bland annat sjukhuset Akershus universitetssykehus samt köpcentrumen Triaden Lørenskog Storsenter och Metro Senter.

## Administrativ historik
Lørenskogs kommun grundades 1908 genom en delning av Skedsmo kommun. Gränsen till Skedsmo kommun justererades 1980, varvid ett område med 3 invånare överfördes till Skedsmo kommun och ett område med 36 invånare överfördes till Lørenskogs kommun. 1985 och 1990 justerades gränsen mellan Lørenskogs och Rælingens kommuner, båda gångerna i obebodda områden.

## Kommunikationer
Lørenskogs kommun kan bland annat nås med NSB:s lokaltåg från Oslo och Lillestrøm. Riksväg 159 går genom kommunen och ansluter mot Riksväg 163 och Europaväg 6 vid gränsen mot Oslo kommun.

## Tätorter
I Lørenskogs kommun finns en tätort:
- Oslo (del av, inklusive centralorten Kjenn)

## Socknar
Inom Norska kyrkan är Lørenskogs kommun indelad i två socknar:
- Fjellhamars socken
- Skårers socken

Socknarna ingår i Nedre Romerike prosteri i Borgs stift.

## Kända personer
- John Carew, fotbollsspelare
- Henning Berg, fotbollsspelare
- Rolf Løvland, kompositör
- Marion Ravn, popartist
- Marit Larsen, popartist
- Martin Laumann Ylven, hockeyspelare
- Pål Grotnes, hockeyspelare
- Aksel Lund Svindal, alpin skidåkare

## Vänorter
- Garching bei München – Tyskland[källa behövs]
- Nemours – Frankrike[källa behövs]
- Rødovre – Danmark[källa behövs]
- Träskända – Finland[källa behövs]
- Täby kommun – Sverige[källa behövs]